# Język kaidipang
Język kaidipang (lub kaidipan), także: dio, kaidipang-bolangitang – język austronezyjski używany w prowincji Celebes Północny w Indonezji (północne wybrzeże, kabupaten Bolaang Mongondow Utara). Według danych z 2000 roku posługuje się nim blisko 27 tys. osób. 
Kaidipang (kaidipan, kodipang) i bolaang itang (bolang-hitam, bolang-itam) to nazwy dwóch dialektów. Bolaang itang ma 18 tys. użytkowników, a kaidipang 9 tys. Nazwa „kaidipang” jest często odnoszona do całego języka, ale w 1996 r. zaproponowano „kaidipang-bolangitang” jako ogólne określenie obu odmian.
Doniesienia z lat 90. XX wieku sugerują, że jest potencjalnie zagrożony wymarciem. Już wtedy dużą rolę odgrywał indonezyjski (bądź malajski miasta Manado), zwłaszcza wśród przedstawicieli młodszego pokolenia. Niemniej pozostawał w użyciu wśród osób dorosłych, a w jednej z dwóch przebadanych wsi (znajdującej się na terenie dialektu bolangitang) posługiwały się nim również dzieci.
Został opisany w postaci opracowania gramatycznego (Struktur bahasa Kaidipang, 1979) i dwutomowego słownika (Kamus bahasa Indonesia-Kaidipang, 1999/2000).